# Bautismo de Cristo (El Greco, Roma)
El Bautismo de Cristo, exhibido en la Galleria Nazionale d'Arte Antica es un lienzo de Doménikos Theotocópuli—el Greco— realizado entre 1596-1600. En el primer inventario realizado por Jorge Manuel Theotocópuli después de la muerte de su padre, consta una obra de esta temática, y en el segundo inventario aparecen dos. La presente pintura podría ser una de aquellas piezas inventariadas.

## Tema de la obra
El Bautismo de Jesús es un episodio muy importante del Nuevo Testamento, narrado en los cuatro evangelios canónicos: Jn,1: 29-34, Mt,3: 13-17, Lc,3: 21-22 y Mr, 1:9-11 

## Análisis de la obra

### Datos técnicos y registrales
- Roma, Palacio Barberini (Galleria Nazionale d'Arte Antica) n º. de inventario: 1475;[7]
- Pintura al óleo sobre lienzo;
- Datación: 1596-1600, según Wethey (1596-1597, según la Galería)
- Dimensiones: 111 x 47 cm;
- Catalogado por Wethey con el n º. 45 y por Tiziana Frati con la referencia 107 C-c.[8]

### Comentario sobre la obra
És el pendant de una Adoración de los pastores, también en la Galleria Nazionale d'Arte Antica, de Roma.
Es una réplica —o quizás un esbozo— del Bautismo de Cristo (Retablo de María de Aragón). Lamentablemente, el presente lienzo fue abusivamente limpiado, perdiendo buena parte parte de la pintura original.

## Procedencia
- Colección particular, Sicilia.
- Adquirido por la Galleria Nazionale l'any 1908.[10]